# Warren Barker
Pour les articles homonymes, voir Barker.
Warren Barker, né le 16 avril 1923 à Oakland (Californie) et mort le 3 août 2006 à Greenville (Caroline du Sud), est un compositeur américain.

## Filmographie
- 1961 : Everglades (série télévisée)
- 1961 : King of Diamonds (série télévisée)
- 1962 : Les Hommes volants (« Ripcord ») (série télévisée)
- 1963 : Strange Lovers
- 1965 : Zebra in the Kitchen (en)
- 1966 : Batman (« Batman ») (série télévisée)
- 1966 : Ma sorcière bien-aimée (Bewitched) (série télévisée)
- 1966 : Love on a Rooftop (en) (série télévisée)
- 1968 : Madame et son fantôme (« The Ghost & Mrs. Muir ») (série télévisée)
- 1968 : Here Come the Brides (série télévisée)
- 1969 : Bracken's World (en) (série télévisée)